# Palaeostoma mirabile
Palaeostoma mirabile is een zee-egel uit de familie Palaeostomatidae.
De wetenschappelijke naam van de soort werd in 1851 gepubliceerd door John Edward Gray.